# 2011–2012 a magyar labdarúgásban
A magyar labdarúgás 2011–2012-es szezonja 2011. június 30-án kezdődött, nemzetközi kupamérkőzésekkel. Az OTP Bank Liga első mérkőzésére július 15-én került sor, az utolsót 2012. május 27-én rendezték. A válogatott augusztus 10-én, egy Izland elleni barátságos találkozóval mutatkozott be az új idényben.

## A szezon eseményei
Június
- Június 20-án sorsoltak a nemzetközi kupákban. Az egyetlen BL-ben részt vevő magyar csapat, a Videoton, az osztrák Sturm Graz ellen mérkőzik meg a továbbjutásért.[1]
- Június 21-én a Magyar Labdarúgó-szövetség elkészítette az első osztály sorsolását.[2]
- Június 23-án bejelentették, hogy az NB I névadó szponzora ebben a szezonban, az OTP Bank lesz.[3]
- Június 30-án a Paksi FC és a Ferencváros is győzelmet aratott az Európa-liga 1. selejtezőkörének 1. mérkőzésein. A paksiak az UE Santa Coloma csapatát győzték le idegenben 1–0 arányban, míg a ferencvárosiak az Ulisz gárdáját verték meg hazai pályán, 3–0-ra.[4]

Július
- Július 7-én játszották az Európa-liga 1. selejtezőkörének visszavágóit. A Paks és a Ferencváros is megnyerte saját mérkőzését, előbbi csapat 4–0-ra, utóbbi 2–0-ra. A 2. selejtezőkörbe mindkét gárda 5–0-s összesítéssel jutott tovább.[5]
- Július 8-án a Videoton nyerte meg a 14. magyar szuperkupát, a Kecskeméti TE ellen. A székesfehérváriak történetük során először nyerték el a trófeát.[6]
- Július 12-én a Videoton 2–0-s vereséget szenvedett a Sturm Graz ellen, a 2011–12-es UEFA-bajnokok ligája második selejtezőkörének, első mérkőzésén.[7]
- Július 14-én az Európa-liga 2. selejtezőkörének első mérkőzésein a Ferencváros győzött, a Paks, és a Kecskeméti TE döntetlent ért el.[8]
- Július 15-én egy Debreceni VSC–Vasas mérkőzéssel megkezdődött a 2011–12-es OTP Bank Liga.[9]
- Július 20-án a Videoton hiába győzte le 3–2-re a Sturm Graz csapatát, 4–3-s összesítéssel búcsúzott a legrangosabb európai kupasorozat további küzdelmeitől.[10]
- Július 21-én játszották az Európa-liga 2. selejtezőkörének visszavágóit. A Paks 3–0-ra győzött, Kecskeméti TE 0–0-s döntetlent ért el, míg a Ferencváros 3–1-re kikapott. A következő körbe egyedüliként a Paks jutott tovább.[11]
- Július 28-án 1–1-s döntetlen született a Paksi FC–Hearts mérkőzésen, az Európa-liga 3. selejtezőkörében.[12]

Augusztus
- Augusztus 4-én a Paksi FC 5–2-s összesítéssel kiesett az Európa-ligából, ezzel nem maradt magyar csapat a további küzdelmekben.[13]
- Augusztus 5-én elrajtolt a 2011–12-es magyar kupa.
- Augusztus 10-én a magyar labdarúgó-válogatott 4–0-s győzelmet aratott az Izland elleni barátságos találkozón.[14]

Szeptember
- Szeptember 2-án a válogatott 2–1-re legyőzte Svédországot, Eb-selejtezőn.[15]
- Szeptember 6-án a válogatott újabb győzelmet aratott, ezúttal Moldovában. A 2–0-s győzelemmel továbbra is életben tartotta Eb-részvételi esélyeit a magyar csapat.[16]

Október
- Október 11-én 0–0-s döntetlent játszott Finnország ellen a magyar válogatott. Ez a mérkőzés azonban már tét nélküli volt mind a két fél számára, hiszen a svédek október 7-én kiharcolták az Eb-részvételt.[17]

November
- November 11-én a magyar labdarúgó-válogatott 5–0-ra legyőzte Liechtenstein csapatát az Albert Flórián emlékére rendezett barátságos mérkőzésen.[18]

## Válogatott

### Eb-selejtezők
| \| Csapat \| M \| Gy \| D \| V \| G+ \| G– \| Gk \| P \| \| ------------ \| -- \| -- \| - \| -- \| -- \| -- \| --- \| -- \| \| Hollandia \| 10 \| 9 \| 0 \| 1 \| 37 \| 8 \| +29 \| 27 \| \| Svédország \| 10 \| 8 \| 0 \| 2 \| 31 \| 11 \| +20 \| 24 \| \| Magyarország \| 10 \| 6 \| 1 \| 3 \| 22 \| 14 \| +8 \| 19 \| \| Finnország \| 10 \| 3 \| 1 \| 6 \| 16 \| 16 \| 0 \| 10 \| \| Moldova \| 10 \| 3 \| 0 \| 7 \| 12 \| 16 \| –4 \| 9 \| \| San Marino \| 10 \| 0 \| 0 \| 10 \| 0 \| 53 \| –53 \| 0 \| |    |    |   |    |    |    |     |    |
| Csapat | M  | Gy | D | V  | G+ | G– | Gk  | P  |
| Hollandia | 10 | 9  | 0 | 1  | 37 | 8  | +29 | 27 |
| Svédország | 10 | 8  | 0 | 2  | 31 | 11 | +20 | 24 |
| Magyarország | 10 | 6  | 1 | 3  | 22 | 14 | +8  | 19 |
| Finnország | 10 | 3  | 1 | 6  | 16 | 16 | 0   | 10 |
| Moldova | 10 | 3  | 0 | 7  | 12 | 16 | –4  | 9  |
| San Marino | 10 | 0  | 0 | 10 | 0  | 53 | –53 | 0  |

| 2011. szeptember 2. 19:45 (UTC+1) |

| Magyarország                          | 2–1                         | Svédország                                    |
| ------------------------------------- | --------------------------- | --------------------------------------------- |
| Szabics 44' 50' Rudolf 90' Lipták 48' | (1–0) Jegyzőkönyv Részletek | Wilhelmsson 60' 49' Wendt 19' Ibrahimović 35' |

| Puskás Ferenc Stadion, Budapest Nézőszám: 25 000 Játékvezető: Damir Skomina (szlovén) |

| 2011. szeptember 6. 19:45 (UTC+3) |

| Moldova     | 0–2                         | Magyarország                                |
| ----------- | --------------------------- | ------------------------------------------- |
| Alexeev 42' | (0–1) Jegyzőkönyv Részletek | Vanczák 7' Rudolf 82' Laczkó 75' Juhász 78' |

| Zimbru Stadion, Chişinău Nézőszám: 11 000 Játékvezető: Ivan Bebek (horvát) |

| 2011. október 11. 20:00 (UTC+1) |

| Magyarország | 0–0                         | Finnország    |
| ------------ | --------------------------- | ------------- |
|              | (0–0) Jegyzőkönyv Részletek | Moisander 82' |

| Puskás Ferenc Stadion, Budapest Nézőszám: 29 000 Játékvezető: Alberto Undiano Mallenco (spanyol) |

### Barátságos mérkőzések
| 2011. augusztus 10. 19:45 (UTC+1) |

| Magyarország                                | 4–0                         | Izland          |
| ------------------------------------------- | --------------------------- | --------------- |
| Koman 32' Rudolf 45' Dzsudzsák 59' Elek 88' | (2–0) Jegyzőkönyv Részletek | Hreiðarsson 51' |

| Puskás Ferenc Stadion, Budapest Nézőszám: 13 800 Játékvezető: Wolfgang Stark (német) |

| 2011. november 11. 18:00 (UTC+1) |

| Magyarország                                         | 5–0                         | Liechtenstein                 |
| ---------------------------------------------------- | --------------------------- | ----------------------------- |
| Priskin 10' 20' Dzsudzsák 76' Koman 79' Feczesin 89' | (2–0) Jegyzőkönyv Részletek | Rechsteiner 51' Burgmeier 59' |

| Puskás Ferenc Stadion, Budapest Nézőszám: 23 000 Játékvezető: Pavel Cristian Balaj (román) |

| 2011. november 15. 20:30 (UTC+1) |

| Lengyelország                  | 2–1                         | Magyarország                     |
| ------------------------------ | --------------------------- | -------------------------------- |
| Brożek 37' Vanczák 85' (öngól) | (1–0) Jegyzőkönyv Részletek | Priskin 77' Tőzsér 30' Varga 52' |

| Városi Stadion, Poznań Nézőszám: 9 000 Játékvezető: Hannes Kaasik (észt) |

| 2012. február 29. 18:00 |

| Magyarország                          | 1–1                         | Bulgária     |
| ------------------------------------- | --------------------------- | ------------ |
| Szalai 42' 43' Kádár 33' Németh 90+1' | (1–0) Jegyzőkönyv Részletek | Bozsinov 87' |

| ETO Park, Győr Nézőszám: 14 000 Játékvezető: Jonas Eriksson (svéd) |

| 2012. június 1. 19:00 |

| Csehország                      | 1–2                         | Magyarország                                      |
| ------------------------------- | --------------------------- | ------------------------------------------------- |
| Kadlec 25' (11-esből) Pilař 73' | (1–1) Jegyzőkönyv Részletek | Dzsudzsák 6' Gyurcsó 88' Korcsmár 11' Vanczák 76' |

| Generali Arena, Prága Nézőszám: 17 102 Játékvezető: Lee Probert (angol) |

| 2012. június 4. 20:50 |

| Magyarország | 0–0                         | Írország |
| ------------ | --------------------------- | -------- |
| Korcsmár 42' | (0–0) Jegyzőkönyv Részletek | Ward 57' |

| Puskás Ferenc Stadion, Budapest Nézőszám: 17 000 Játékvezető: Kenn Hansen (dán) |

## Bajnoki tabellák

### OTP Bank Liga
| #   | Csapat            | M  | GY | D  | V  | G+ – G– | GK  | P                                                      | Megjegyzések                                   |
| --- | ----------------- | -- | -- | -- | -- | ------- | --- | ------------------------------------------------------ | ---------------------------------------------- |
| 1.  | Debreceni VSC     | 30 | 22 | 8  | 0  | 64–18   | +46 | 74                                                     | 2012–2013-as Bajnokok Ligája – 2. selejtezőkör |
| 2.  | Videoton          | 30 | 21 | 3  | 6  | 58–19   | +39 | 66                                                     | 2012–2013-as Európa-liga – 2. selejtezőkör     |
| 3.  | Győri ETO         | 30 | 20 | 3  | 7  | 56–31   | +25 | 63 \|style="background-color: #FAFAFA;"\|              |                                                |
| 4.  | Budapest Honvéd   | 30 | 13 | 7  | 10 | 48–40   | +8  | 46                                                     | 2012–2013-as Európa-liga – 1. selejtezőkör     |
| 5.  | Kecskeméti TE     | 30 | 13 | 6  | 11 | 48–38   | +10 | 45 \|rowspan="10" style="background-color: #FAFAFA;"\| |                                                |
| 6.  | Paksi FC          | 30 | 12 | 9  | 9  | 47–51   | −4  | 45                                                     |                                                |
| 7.  | Diósgyőr          | 30 | 13 | 4  | 13 | 42–43   | −1  | 43                                                     |                                                |
| 8.  | Haladás           | 30 | 9  | 11 | 10 | 39–37   | +2  | 38                                                     |                                                |
| 9.  | BFC Siófok        | 30 | 9  | 9  | 12 | 30–41   | −11 | 36                                                     |                                                |
| 10. | Kaposvári Rákóczi | 30 | 7  | 14 | 9  | 35–42   | −7  | 35                                                     |                                                |
| 11. | Ferencváros       | 30 | 9  | 7  | 14 | 31–36   | −5  | 34                                                     |                                                |
| 12. | Pécsi MFC         | 30 | 8  | 10 | 12 | 36–50   | −14 | 34                                                     |                                                |
| 13. | Újpest            | 30 | 8  | 8  | 14 | 34–46   | −12 | 32                                                     |                                                |
| 14. | Lombard Pápa      | 30 | 8  | 6  | 16 | 26–40   | −14 | 30                                                     |                                                |
| 15. | Vasas             | 30 | 5  | 9  | 16 | 29–51   | −22 | 22                                                     | NB II                                          |
| 16. | Zalaegerszegi TE  | 30 | 1  | 10 | 19 | 25–65   | −40 | 13                                                     | NB II                                          |

Forrás: MLSZ adatbank 
A rangsorolás alapszabályai: 1. összpontszám, 2. győzelmek száma, 3. gólkülönbség, 4. szerzett gólok száma, 5. egymás elleni eredmények összpontszáma,  6. egymás elleni eredmények gólkülönbsége, 7. egymás elleni eredmények szerzett góljainak száma, 8. egymás elleni eredmények idegenben szerzett góljainak száma.
A Vasastól két pontot levontak.
(B): Bajnokcsapat, (K): Kieső csapat, (F): Feljutó csapat, (I): Kupainduló, (R): A rájátszás győztese, (KGY): Kupagyőztes

### NB II

#### Keleti-csoport
| #   | Csapat                   | M  | GY | D  | V  | G+ – G– | GK  | P  | Megjegyzések |
| --- | ------------------------ | -- | -- | -- | -- | ------- | --- | -- | ------------ |
| 1.  | Eger                     | 30 | 18 | 5  | 7  | 42–26   | +16 | 59 | NB I         |
| 2.  | Szolnoki MÁV             | 30 | 17 | 4  | 9  | 55–32   | +23 | 55 |              |
| 3.  | Békéscsaba 1912 Előre    | 30 | 13 | 12 | 5  | 44–30   | +14 | 51 |              |
| 4.  | Ceglédi VSE              | 30 | 14 | 5  | 11 | 46–43   | +3  | 47 |              |
| 5.  | Mezőkövesd-Zsóry         | 30 | 12 | 8  | 10 | 43–40   | +3  | 44 |              |
| 6.  | Orosháza FC              | 30 | 11 | 11 | 8  | 47–39   | +8  | 44 |              |
| 7.  | Nyíregyháza Spartacus FC | 30 | 10 | 13 | 7  | 50–47   | +3  | 43 |              |
| 8.  | Balmazújváros            | 30 | 12 | 6  | 12 | 52–40   | +12 | 42 |              |
| 9.  | DVSC-DEAC                | 30 | 11 | 9  | 10 | 42–41   | +1  | 42 |              |
| 10. | Újpest FC II             | 30 | 11 | 7  | 12 | 46–60   | −14 | 40 |              |
| 11. | Dunakanyar-Vác FC        | 30 | 11 | 5  | 14 | 44–48   | −4  | 38 |              |
| 12. | Szeged 2011              | 30 | 10 | 7  | 13 | 46–43   | +3  | 37 |              |
| 13. | Kazincbarcikai SC        | 30 | 10 | 5  | 15 | 32–47   | −15 | 35 |              |
| 14. | Honvéd-MFA               | 30 | 9  | 7  | 14 | 36–44   | −8  | 34 | NB III       |
| 15. | Rákospalotai EAC         | 30 | 8  | 7  | 15 | 44–61   | −17 | 31 | NB III       |
| 16. | Vecsés                   | 30 | 3  | 9  | 18 | 21–49   | −28 | 17 | NB III       |

Forrás: MLSZ adatbank 
A rangsorolás alapszabályai: 1. összpontszám, 2. győzelmek száma, 3. gólkülönbség, 4. szerzett gólok száma, 5. egymás elleni eredmények összpontszáma,  6. egymás elleni eredmények gólkülönbsége, 7. egymás elleni eredmények szerzett góljainak száma, 8. egymás elleni eredmények idegenben szerzett góljainak száma.
A Vecséstől egy pontot levontak.
(B): Bajnokcsapat, (K): Kieső csapat, (F): Feljutó csapat, (I): Kupainduló, (R): A rájátszás győztese, (KGY): Kupagyőztes

#### Nyugati-csoport
| #   | Csapat                   | M  | GY | D  | V  | G+ – G– | GK  | P  | Megjegyzések |
| --- | ------------------------ | -- | -- | -- | -- | ------- | --- | -- | ------------ |
| 1.  | MTK II                   | 30 | 21 | 6  | 3  | 67–20   | +47 | 69 | NB I         |
| 2.  | Kozármisleny SE          | 30 | 17 | 4  | 9  | 50–30   | +20 | 55 |              |
| 3.  | Gyirmót FC               | 30 | 15 | 7  | 8  | 50–43   | +7  | 52 |              |
| 4.  | FC Ajka                  | 30 | 14 | 8  | 8  | 48–34   | +14 | 50 |              |
| 5.  | Tatabánya                | 30 | 15 | 6  | 9  | 50–34   | +16 | 49 |              |
| 6.  | Veszprém FC              | 30 | 13 | 8  | 9  | 44–37   | +7  | 47 |              |
| 7.  | Szigetszentmiklósi TK    | 30 | 12 | 9  | 9  | 52–38   | +14 | 45 |              |
| 8.  | Videoton-Puskás Akadémia | 30 | 10 | 11 | 9  | 38–35   | +3  | 41 |              |
| 9.  | Bajai LSE                | 30 | 10 | 7  | 13 | 46–50   | −4  | 37 |              |
| 10. | Ferencvárosi TC II       | 30 | 10 | 6  | 14 | 46–54   | −8  | 36 |              |
| 11. | BKV Előre SC             | 30 | 9  | 8  | 13 | 32–45   | −13 | 35 |              |
| 12. | Paksi FC II              | 30 | 7  | 10 | 13 | 27–41   | −14 | 31 |              |
| 13. | Győri ETO FC II          | 30 | 7  | 9  | 14 | 37–49   | −12 | 30 |              |
| 14. | Soproni VSE              | 30 | 7  | 9  | 14 | 28–52   | −24 | 30 | NB III       |
| 15. | Dunaújváros-Pálhalma     | 30 | 8  | 4  | 18 | 25–58   | −33 | 28 | NB III       |
| 16. | Budaörsi SC              | 30 | 7  | 4  | 19 | 37–57   | −20 | 25 | NB III       |

Forrás: MLSZ adatbank 
A rangsorolás alapszabályai: 1. összpontszám, 2. győzelmek száma, 3. gólkülönbség, 4. szerzett gólok száma, 5. egymás elleni eredmények összpontszáma,  6. egymás elleni eredmények gólkülönbsége, 7. egymás elleni eredmények szerzett góljainak száma, 8. egymás elleni eredmények idegenben szerzett góljainak száma.
A Tatabányától két pontot levontak.
(B): Bajnokcsapat, (K): Kieső csapat, (F): Feljutó csapat, (I): Kupainduló, (R): A rájátszás győztese, (KGY): Kupagyőztes

## Magyar kupa
| Hazai csapat                  | Össz.         | Vendég csapat        | 1. mérk.      | 2. mérk.      |
| Nyolcaddöntők                 | Nyolcaddöntők | Nyolcaddöntők        | Nyolcaddöntők | Nyolcaddöntők |
| ----------------------------- | ------------- | -------------------- | ------------- | ------------- |
| Békéscsabai Előre (NB II)     | 2–2 (i.g.)    | Ferencváros          | 0–0           | 2–2           |
| Diósgyőr                      | 2–5           | Győri ETO            | 1–1           | 1–4           |
| Bajai LSE (NB II)             | 2–0           | Kozármisleny (NB II) | 2–0           | 0–0           |
| Kaposvári Rákóczi II (NB III) | 2–3           | Újpest               | 2–1           | 0–2           |
| Kecskeméti TE                 | 2–3           | Debreceni VSC        | 1–2           | 1–1           |
| Putnok VSE (NB III)           | 1–4           | Kaposvári Rákóczi    | 1–1           | 0–3           |
| Videoton                      | 1–0           | Haladás              | 1–0           | 0–0           |
| MTK Budapest (NB II)          | 2–2 (i.g.)    | Pécsi MFC            | 0–1           | 2–1           |
| Negyeddöntők                  |               |                      |               |               |
| Kaposvári Rákóczi             | 0–1           | Debreceni VSC        | 0–1           | 0–0           |
| Bajai LSE (NB II)             | 1–7           | Újpest               | 1–3           | 0–4           |
| Békéscsabai Előre (NB II)     | 0–6           | MTK Budapest (NB II) | 0–3           | 0–3           |
| Videoton                      | 6–1           | Győri ETO            | 5–1           | 1–0           |
| Elődöntők                     |               |                      |               |               |
| MTK Budapest                  | 4–3           | Videoton             | 2–3           | 2–0           |
| Debreceni VSC                 | 5–2           | Újpest               | 2–1           | 3–1           |

### Döntő
| 2012. május 1. 18:00 |

| MTK Budapest                                                    | 3–3 (h. u.)                           | Debreceni VSC                                                    |
| --------------------------------------------------------------- | ------------------------------------- | ---------------------------------------------------------------- |
| Könyves 45' Ladányi 62' Zsidai 87' Wolfe 71' Vukmir 120'        | (1–0, 3–3, 3–3) Jegyzőkönyv Részletek | Bouadla 51' Szakály 55' 89' Nikolov 60′ Nagy 80' Korhut 94'      |
| Büntetőpárbaj                                                   |                                       |                                                                  |
| Vukmir Zsidai Vass Wolfe Kanta Szekeres Pál Könyves Kálnoki Kis | 7–8                                   | Szakály Nagy Bouadla Lucas Coulibaly Korhut Šimac Varga Mészáros |

| Puskás Ferenc Stadion, Budapest Nézőszám: 4 000 Játékvezető: Szabó Zsolt (magyar) |

## Ligakupa
| Hazai csapat      | Össz.        | Vendég csapat | 1. mérk.     | 2. mérk.     |
| Negyeddöntők      | Negyeddöntők | Negyeddöntők  | Negyeddöntők | Negyeddöntők |
| ----------------- | ------------ | ------------- | ------------ | ------------ |
| Kaposvári Rákóczi | 1–2          | Lombard Pápa  | 0–1          | 1–1          |
| Diósgyőr          | 0–4          | Videoton      | 0–2          | 0–2          |
| MTK Budapest      | 2–3          | Kecskeméti TE | 2–2          | 0–1          |
| Paksi FC          | 1–2          | Debreceni VSC | 0–1          | 1–1          |
| Elődöntők         |              |               |              |              |
| Lombard Pápa      | 0–4          | Videoton      | 0–3          | 0–1          |
| Kecskeméti TE     | 4–1          | Debreceni VSC | 4–0          | 1–1          |

### Döntő
| 2012. április 18. 17:30 |

| Kecskeméti TE                        | 0–3                         | Videoton                                            |
| ------------------------------------ | --------------------------- | --------------------------------------------------- |
| Čukić 42' Alempijević 48' Tököli 57' | (0–1) Jegyzőkönyv Részletek | Sándor 38' Gyurcsó 65' Nikolics 90+1' Torghelle 70' |

| Széktói Stadion, Kecskemét Nézőszám: 5 000 Játékvezető: Bognár Tamás (magyar) |

## Szuperkupa
| 2011. július 8. 19:00 (UTC+1) |

| Kecskeméti TE                  | 0–1                         | Videoton                                                   |
| ------------------------------ | --------------------------- | ---------------------------------------------------------- |
| Čukić 17' Ebala 33' Balogh 58' | (0–0) Jegyzőkönyv Részletek | Alves 84' Horváth 48' Mitrović 55' Lipták 65′ Tujvel 90+2' |

| Széktói Stadion, Kecskemét Nézőszám: 6 000 Játékvezető: Fábián Mihály (magyar) |

## Magyar csapatok európaikupa-szereplése

### Összegzés
| Csapat        | Bajnokság            | Végső forduló   |
| ------------- | -------------------- | --------------- |
| Videoton      | UEFA-bajnokok ligája | 2. selejtezőkör |
| Paksi FC      | Európa-liga          | 3. selejtezőkör |
| Ferencváros   | Európa-liga          | 2. selejtezőkör |
| Kecskeméti TE | Európa-liga          | 2. selejtezőkör |

### Videoton
| Dátum                                  | Stadion                                | Ellenfél                               | Eredmény                               | A Videoton gólszerzői                  |
| UEFA-bajnokok ligája – 2. selejtezőkör | UEFA-bajnokok ligája – 2. selejtezőkör | UEFA-bajnokok ligája – 2. selejtezőkör | UEFA-bajnokok ligája – 2. selejtezőkör | UEFA-bajnokok ligája – 2. selejtezőkör |
| -------------------------------------- | -------------------------------------- | -------------------------------------- | -------------------------------------- | -------------------------------------- |
| 2011. július 12.                       | Hypo-Arena (i)                         | Sturm Graz                             | 0–2                                    |                                        |
| 2011. július 19.                       | Sóstói Stadion (o)                     | Sturm Graz                             | 3–2                                    | Elek, Sándor, Lipták                   |

### Paksi FC
| Dátum                         | Stadion                       | Ellenfél                      | Eredmény                      | A Paksi FC gólszerzői            |
| Európa-liga – 1. selejtezőkör | Európa-liga – 1. selejtezőkör | Európa-liga – 1. selejtezőkör | Európa-liga – 1. selejtezőkör | Európa-liga – 1. selejtezőkör    |
| ----------------------------- | ----------------------------- | ----------------------------- | ----------------------------- | -------------------------------- |
| 2011. június 30.              | Estadi Comunal (i)            | UE Santa Coloma               | 1–0                           | Vayer                            |
| 2011. július 7.               | Sóstói Stadion (o)            | UE Santa Coloma               | 4–0                           | Magasföldi (2), Böde, Heffler N. |
| Európa-liga – 2. selejtezőkör |                               |                               |                               |                                  |
| 2011. július 14.              | Sóstói Stadion (o)            | Tromsø IL                     | 1–1                           | Vayer                            |
| 2011. július 21.              | Alfheim Stadion (i)           | Tromsø IL                     | 3–0                           | Kiss (2), Böde                   |
| Európa-liga – 3. selejtezőkör |                               |                               |                               |                                  |
| 2011. július 28.              | Sóstói Stadion (o)            | Hearts                        | 1–1                           | Sipeki                           |
| 2011. augusztus 4.            | Tynecastle Stadion (i)        | Hearts                        | 1–4                           | Böde                             |

### Ferencváros
| Dátum                         | Stadion                       | Ellenfél                      | Eredmény                      | A Ferencváros gólszerzői      |
| Európa-liga – 1. selejtezőkör | Európa-liga – 1. selejtezőkör | Európa-liga – 1. selejtezőkör | Európa-liga – 1. selejtezőkör | Európa-liga – 1. selejtezőkör |
| ----------------------------- | ----------------------------- | ----------------------------- | ----------------------------- | ----------------------------- |
| 2011. június 30.              | Albert Flórián Stadion (o)    | Ulisz                         | 3–0                           | Józsi, Otten, Félix           |
| 2011. július 7.               | Hrazdan Stadion (i)           | Ulisz                         | 2–0                           | Abdi, Oláh                    |
| Európa-liga – 2. selejtezőkör |                               |                               |                               |                               |
| 2011. július 14.              | Albert Flórián Stadion (o)    | Aalesunds FK                  | 2–1                           | Oláh, Abdi                    |
| 2011. július 21.              | Color Line Stadion (i)        | Aalesunds FK                  | 3–1 (h. u.)                   | Oláh                          |

### Kecskeméti TE
| Dátum                         | Stadion                       | Ellenfél                      | Eredmény                      | A Kecskeméti TE gólszerzői    |
| Európa-liga – 2. selejtezőkör | Európa-liga – 2. selejtezőkör | Európa-liga – 2. selejtezőkör | Európa-liga – 2. selejtezőkör | Európa-liga – 2. selejtezőkör |
| ----------------------------- | ----------------------------- | ----------------------------- | ----------------------------- | ----------------------------- |
| 2011. július 14.              | Széktói Stadion (o)           | Aktöbe                        | 1–1                           | Radanović                     |
| 2011. július 21.              | Centralni Stadion (i)         | Aktöbe                        | 0–0                           |                               |

## Lásd még
- A Diósgyőri VTK 2011–2012-es szezonja
- A Ferencvárosi TC 2011–2012-es szezonja
- A Paksi FC 2011–2012-es szezonja
- A Videoton FC 2011–2012-es szezonja